# Филиповці
Фи́липовці (болг. Филиповци) — село в Перницькій області Болгарії. Входить до складу общини Трин.

## Населення
За даними перепису населення 2011 року у селі проживали 160 осіб, з них 146 осіб (99,3%) — болгари.
Розподіл населення за віком у 2011 році:
Динаміка населення: